# Фаустас Латенас
Фаустас Латенас (лит. Faustas Latėnas; 16 травня 1956, Дусетос — 3 листопада 2020, Вільнюс) — литовський композитор і культурний діяч.

## Біографія
Навчався у середній школі імені М. Мельникайте в Зарасаї   та музичних школах. Після закінчення восьми класів вступив до Каунаського музичного коледжу імені Й. Груодіса, який закінчив у 1975 році. У 1980 році закінчив Литовську державну консерваторію за фахом «композиція».
У 1979–1990 роках працював музичним керівником Вільнюського театру «Lėlės», а в 1990–1991 роках обіймав посаду директора цього театру. У 1991–1995 роках – керівник музичного відділу Вільнюського малого театру. Протягом 1995–1996 років – директор Литовського державного академічного драматичного театру. У 1996 році призначений віцеміністром культури Литовської Республіки. У 1997–1999 обіймав посаду державного радника уряду Литовської Республіки з питань культури, а в 1999–2005 роках – радник прем'єр-міністра з питань культури. У 1999 році виграв конкурс на посаду генерального директора Литовського національного драматичного театру. Протягом 2000–2005 років – директор Вільнюського державного малого театру. У 2005 році вдруге став віцеміністром культури Литовської Республіки. З 2006 року радник прем'єр-міністра Уряду Литовської Республіки. У 2011–2012 роках – аташе з питань культури Посольства Литовської Республіки в Російській Федерації.
Написав музику до фільмів «Моя маленька дружина» (1984, реж. Раймундас Баніоніс), «Шістнадцятирічні» (1987, реж. Раймундас Баніоніс), «Виставка» (1987, реж. Маріонас Ґедріс і Андрюс Шюша), «Не пам'ятаю твого обличчя» (1988, реж. Раймундас Баніоніс), «Діти з готелю «Америка» (1990, реж. Раймундас Баніоніс), «Зачарований берег» (1992, реж. Томас Донела), «Джазас» (1992, реж. Раймундас Баніоніс), «Дерев'яні сходи» (1993, реж. Відас Рашинскас), «І він прощався з тобою» (1993, реж. Андрюс Шюша), «Прокурори» (2002, реж. Раймундас Баніоніс, Альвідас Шлепікас), «Почесна рота» (2007, реж. Раймундас Баніоніс), документальний фільм «Президенти Литовської Республіки: Альгірдас Миколас Бразаускас. Роки президентства» (1998, реж. Римтаутас Шилініс).
Дружина – Рамуте Рахлевічюте є викладачкою Вільнюської академії мистецтв. Діти — Норвіда, Ельжбета (акторка)  і Кріступас. Брат Альгірдас Латенас — актор і режисер.